# Таргале
Та́ргале (латыш. Tārgale) — населённый пункт в Вентспилсском крае Латвии. Административный центр Таргальской волости. Находится у региональной автодороги P122 (Вентспилс — Пилтене). Расстояние до города Вентспилс составляет около 12 км. По данным на 2015 год, в населённом пункте проживало 626 человек. Есть волостная администрация, начальная школа, дом культуры, библиотека, почтовое отделение, усадьба Таргале (Тергельн) с парком.

## История
Впервые упоминается в 1230 году.
В советское время населённый пункт был центром Таргальского сельсовета Вентспилсского района. В селе располагался колхоз «Вента» и колхоз им. Мичурина.